# Institut fédéral allemand d'évaluation des risques
Pour les articles homonymes, voir BFR.
Le BfR (en allemand : Bundesinstitut für Risikobewertung) est l'institut fédéral allemand d’évaluation des risques sur les questions touchant à la sécurité alimentaire, la sécurité des produits et des substances chimiques, la contamination de la chaîne alimentaire, la protection des animaux et la santé des consommateurs. Le BfR est un établissement fédéral de droit public doté de la personnalité juridique de la République fédérale d'Allemagne. L'institut relève du ministère fédéral de l'alimentation et de l'agriculture (BMEL) et a pour tâche de conseiller sur le plan scientifique le gouvernement fédéral. D'autres champs de surveillances sont de la responsabilité du ministère fédéral de l'Environnement, de la Protection de la nature, de la Construction et la Sécurité nucléaire (sécurité des produits chimiques, contamination des produits alimentaires et des aliments pour animaux), ainsi que du ministère fédéral des Transports (transport de marchandises dangereuses, accord international sur l'eau de lest, groupe de gestion de catastrophe).

## Attributions
Le travail du BfR se base sur un grand nombre de règles juridiques, comme la loi BfR, le code des produits alimentaires et aliments pour animaux (LFGB), la loi de la protection contre les infections (IfSG), la loi phytosanitaire, la loi sur les produits chimiques, la loi sur les produits de nettoyage et les détergents, la loi sur le génie génétique.
Dans le cadre d’une réorganisation de la protection de la santé du consommateur et de la sécurité alimentaire, le BfR a été créé en 2002, après la crise de l’ESB, tout comme l’office fédéral de protection du consommateur et de sécurité alimentaire (BVL). Fidèle à la loi qui a conduit à sa création, le BfR est politiquement indépendant dans la communication de ses évaluations. Cela signifie que dans ses évaluations scientifiques des risques il n’est juridiquement soumis à aucune instance de contrôle, et que donc, pour les questions scientifiques non clarifiées et les situations de crise, il a une fonction de référence et d'orientation scientifique, autant pour les consommateurs, la politique (au niveau fédéral et à celui des Länder), l’économie, les médias, que pour les associations et le monde scientifique.
Les trois attributions principales que sont la sécurité des denrées alimentaires, la sécurité des produits et la sécurité des substances chimiques, comprennent un large éventail de sujets. Cela fait du BfR l’interlocuteur pour :
- les questions concernant la sécurité biologique des denrées alimentaires, comme le cas des zoonoses (agents pathogènes comme les salmonelles, qui peuvent être transmis par l'animal à l’homme), leur étude, leurs voies de transmission et leur propagation
- les questions concernant les toxines microbiennes, par exemple dans les coquillages, ou les antibiorésistances des agents pathogènes
- les questions concernant l'hygiène alimentaire
- les questions sur les composants alimentaires comme la coumarine dans la cannelle ou la formation de benzène dans le jus de carotte (toxicologie alimentaire)
- les questions sur les risques alimentaires venant par exemple des compléments alimentaires, sur les allergies ou les aliments fonctionnels comme les stérols végétaux dans les matières grasses tartinables servant à réduire le taux de cholestérol
- les questions à propos des denrées alimentaires génétiquement modifiées
- les questions sur la contamination des aliments par des poisons environnementaux comme la dioxine, les biphényles polychlorés (BPC), ou les hydrocarbures aromatiques polycycliques (HAP)
- les questions sur la sécurité des aliments pour animaux
- les questions à propos des pesticides et des biocides
- les questions concernant les intoxications
- les questions sur la sécurité du transport de substances toxiques
- les questions sur la nanotechnologie dans l’agroalimentaire, les objets usuels ou les cosmétiques
- les questions sur la sécurité des cosmétiques, des textiles, des jouets, des pipes à eau, des emballages de produits alimentaires et autres produits en contact avec le consommateur
- les questions sur les méthodes alternatives d’expérimentation animale

## Les départements du BfR
Outre la direction et ses états-majors, le BfR dispose actuellement de neuf départements.
- Administration
- Communication des risques
- Exposition
- Sécurité biologique
- Sécurité des denrées alimentaires
- Sécurité des pesticides
- Sécurité des substances chimiques et des produits
- Sécurité dans la chaîne alimentaire
- Toxicologie expérimentale et ZEBET

## Le mandat de l’institut
Au centre de son activité, le BfR considère l’homme en tant que consommateur. L’institut doit contribuer par son travail à rendre les produits alimentaires, les substances et les produits plus sûrs, et ainsi protéger la santé du consommateur.

### Approche scientifique, soutenue par la recherche
Le BfR mène ses propres recherches sur des thèmes qui sont en étroite relation avec ses tâches d’évaluation dans le domaine de la  protection sanitaire du consommateur et de la sécurité des produits alimentaires. L’institut fédéral travaille scientifiquement avec d’autres structures et organisations, ainsi qu’avec des institutions d’autres états actives dans la protection sanitaire du consommateur et la sécurité des produits alimentaires. Le BfR est également membre de la Communauté de travail des établissements de recherche d’Allemagne. Une autre activité importante est la collaboration avec l’Autorité européenne de sécurité des aliments (AESA), pour qui il est l’interlocuteur allemand national.
Les administrations fédérales et les administrations des Länder responsables de la gestion des risques ont accès aux évaluations sanitaires et aux options d’intervention de l’institut. Les résultats du travail du BfR et ses recommandations sont utiles à tous les milieux intéressés pour leurs prises de décision, que ce soit la science, l’économie et les associations professionnelles, le commerce, les organisations non gouvernementales, les centrales de consommateurs, les médias, les comités nationaux et internationaux ainsi que le consommateur intéressé. Avec son évaluation scientifique, le BfR donne un élan important à la protection sanitaire du consommateur, autant en Allemagne que hors de ses frontières.

### Évaluation des risques
L’évaluation, la gestion et la communication des risques sont des activités légalement distinctes (Règlement (CE) n°178/2002). 
L’évaluation du risque sanitaire dans l’alimentation humaine et animale ainsi que dans les cosmétiques, les produits d’usage usuel et les produits chimiques est en Allemagne du ressort du BfR. Le BfR utilise sur une base légale des critères scientifiques d’évaluation d’après des standards d’évaluation reconnus au niveau international.
Par évaluation du risque dans le domaine de la sécurité des denrées alimentaires et des aliments pour animaux, on entend une évaluation polarisée sur le risque et qui vise à caractériser un danger et à juger de sa possible réalisation et gravité pour le groupe de consommateurs concernés (on parle aussi d’évaluation d’exposition). Des sujets discutés publiquement sont souvent abordés et on aspire à une représentation objective et compréhensible des faits. Le BfR étudie et évalue également sur demande des autorités, par exemple lorsqu’il n’existe (encore) aucune loi traitant un certain risque. Pour garder les principes d’évaluation des risques sanitaires transparents et compréhensibles, le BfR a publié un guide d’évaluation sanitaire pour la protection du consommateur.

### Communication des risques
Le BfR a le mandat légal d’informer sur les risques possibles pour le consommateur, risques identifiés et évalués émanant des aliments, substances et produits. L’ensemble du processus d’évaluation doit être présenté au citoyen de manière transparente. Par une communication de risques ample, complète et compréhensible, le BfR rend la science visible et utile pour le consommateur.

## Missions particulières à effet national et européen

### laboratoires nationaux de référence (NRL)
Au sein du BfR se trouvent 17 laboratoires nationaux de référence (NRL) travaillant dans le domaine de la sécurité et de l’hygiène alimentaire, ainsi que le service supérieur d’expertise en vins, et ayant des tâches similaires. Ils ont été nommés par le gouvernement fédéral en accord avec la législation européenne ou nationale. Les laboratoires nationaux de référence jouent un rôle précurseur dans le domaine de la méthodologie analytique et diagnostique, et ils sont le lien national entre les laboratoires de référence communautaires de l’UE et les laboratoires de surveillance dépendant des Länder et à activité exécutive.

### Bonnes pratiques de laboratoire
Le service fédéral "GLP" (Good Laboratory Practice) est compétent pour la coordination et l’harmonisation des questions de « bonne pratique de laboratoire » (GLP) au niveau national et international, ainsi que pour la supervision de certaines structures de contrôle GLP en Allemagne et à l’étranger. 

### EFSA Focal Point
En tant que point de contact central et national (EFSA Focal Point), le BfR coordonne l’échange d’informations scientifiques entre l'Autorité européenne de sécurité des aliments (AESA) et les autorités allemandes pour la sécurité alimentaire humaine et animale, ainsi qu’avec des parties prenantes des milieux économiques, politiques, scientifiques et des associations de consommateurs. 

### commission nationale pour l’allaitement
La commission nationale pour l’allaitement (Nationale Stillkommission), établie au sein du BfR, a pour tâche de promouvoir l’allaitement en Allemagne.

## Expertise externe
Le BfR a mis en place 15 commissions nationales d’expertise. La tâche de ces commissions, qui se réunissent en principe deux fois par an, consiste à conseiller le BfR sur les questions conceptuelles et méthodologiques et à assurer en externe son contrôle de qualité scientifique. À l’aide de ses commissions, le BfR veut focaliser au plus haut niveau scientifique possible l’expertise existant en Allemagne. En cas de crise les commissions permettent un accès rapide à un réseau d’experts.Les membres honoraires de la commission ne participent pas à son travail d’évaluation des risques. Les conclusions des commissions ont un caractère consultatif, c’est ce qui différencie fondamentalement ces commissions des panels de l'Autorité européenne de sécurité des aliments (AESA). En ce qui concerne ses panels, l’AESA suit d’autres principes que le BfR, vu que ce sont les panels qui produisent les évaluations de risques de l’AESA. 
Pour éviter le problème d’éventuels conflits d’intérêt chez les experts externes, ceux-ci doivent s’engager, dès leur candidature, à agir de manière indépendante en tant que membre de la commission dans l’intérêt public. Les éventuels conflits d’intérêt qui peuvent apparaitre dans les sujets traités par les commissions du BfR sont consignés par écrit. Les membres signent une déclaration en ce sens, qui est publiée sur le site internet du BfR. En outre, au début de chaque séance les membres sont soumis à un questionnaire oral sur leurs éventuels conflits d’intérêt, et les réponses sont notées dans le compte-rendu des résultats. Ce compte-rendu est publié sur le site internet du BfR.

## Indépendance
L’indépendance des résultats des évaluations scientifiques de risques faites par le BfR et celle de la communication des risques vis-à-vis du ministère fédéral de l’alimentation et de l’agriculture (BMEL), ministère de tutelle, est voulue par le législateur. Les expériences de la crise de l’ESB qui a été suivie d’une dramatique perte de confiance en la politique avaient amené le Bundestag à introduire le BfR en tant que voix indépendante de la science dans le processus de consultation politique publique et parlementaire. C’est ainsi qu’il est mentionné dans le règlement de création du BfR (art. 2, 3e alinéa, BfRG). C’est pour des raisons d’indépendance que le BfR ne demande aucune aide financière de l’économie. Pour assurer l’indépendance de ses évaluations de risques, le BfR a établi des règles d’indépendance de son personnel scientifique. 
Le concept général d’évaluation et de communication de risques du BfR prévoit de pratiquer un échange permanent avec toutes les parties prenantes (ONG, associations de consommateurs, économie, politique, science, médias). Leur participation est particulièrement importante lorsque des positions scientifiques divergentes apparaissent et sont fondées. Cela se reflète également dans les nombreuses manifestations organisées par le BfR dans le cadre du dialogue scientifique, comme le forum du BfR sur la protection du consommateur, les conférences du BfR avec les parties prenantes, les symposiums et les séminaires du BfR, les conférences d’utilisateurs, les congrès spécialisés, les sessions de commissions et de comités, les groupes de travail, les discussions d’experts, les workshops, etc.

## Coopérations
Dans le domaine de la sécurité des denrées alimentaires et des aliments pour animaux, le BfR coopère étroitement avec « l’Autorité européenne pour la sécurité des denrées alimentaires » (EFSA, European Food Safety Authority) et avec les institutions européennes sœurs. Le «  » rédigé par le BfR donne un aperçu sur ces institutions. Au niveau international, le BfR coopère avec le « Codex Alimentarius », qui est une commission conjointe de l’organisation mondiale de la santé (OMS) et de l’organisation pour l’alimentation et l’agriculture des Nations Unies (FAO), et qui développe des standards alimentaires pour la protection du consommateur.
Le BfR est en outre interconnecté par des contrats de coopération avec un grand nombre d’organisations scientifiques partenaires et sœurs. Le but en est la coopération scientifique pour l’évaluation des risques notamment des denrées alimentaires et des aliments pour animaux ainsi que l’échange de personnel scientifique et de découvertes scientifiques. Ceci est d’autant plus important que le commerce mondial est déjà de fait globalisé. Le BfR a déjà conclu des contrats de coopération avec les institutions suivantes :
- Autriche : Agence autrichienne pour la santé et la sécurité alimentaire (AGES) (Signature du contrat en 2006)
- Brésil : National Health Surveillance Agency (ANVISA) (Signature du contrat en 2012)
- Bulgarie : Agence bulgare de sécurité des aliments (BFSA) (Signature du contrat en 2014)
- Chypre : State General Laboratory of Cyprus (Signature du contrat en 2010)
- Chine : Chinese Academy of Inspection and Quarantine (CAIQ) (Signature du contrat en 2009), China National Center for Food Safety Risk Assessment (CFSA) (Signature du contrat en 2012), Chinese Academy of Agricultural Sciences (CAAS) (Signature du contrat en 2012), China Animal Health and Epidemiology Center (CAHEC) (Signature du contrat en 2013)
- République de Corée (Corée du sud) : Korea Food and Drug Administration (KFDA) et National Institute of Food and Drug Safety Evaluation (NIFDS) (Signature du contrat en 2010)
- Croatie : Agence croate pour l'alimentation (HAH) (Signature du contrat en 2009)
- Danemark : Institut national de l'alimentation, Université technique du Danemark (DTU) (Signature du contrat en 2010, renouvelé en 2013, en coopération avec l’ANSES, France)
- Estonie : Ministère de l'Agriculture (PM) (signature du contrat en 2015)
- Finlande : Autorité finlandaise pour la sécurité alimentaire (Evira) (signature du contrat en 2015)
- France : Anses - Agence nationale de sécurité sanitaire de l’alimentation, de l’environnement et du travail (Signature du contrat en 2010, renouvelé en 2013, en coopération avec DTU, Danemark)
- Inde : Food Safety and Standards Authority of India (FSSAI) (Signature du contrat en 2015)
- Islande : Autorité alimentaire et vétérinaire islandaise (MAST) (Signature du contrat en 2012), Icelandic Food and Biotech R&D (MATIS Ltd.) (Signature du contrat en 2012)
- Lettonie : Service alimentaire et vétérinaire (PVD) (Signature du contrat en 2005), Food Safety, Animal Health and Environment Institute (BIOR) (Signature du contrat en 2012)
- Lituanie : Institut national de l'évaluation des risques alimentaires et vétérinaires (NMVRVI) (Signature du contrat en 2008, renouvelé en 2013), State Food and Veterinary Service (VMVT) (Signature du contrat en 2008)
- Monténégro : Ministère de l'Agriculture et du Développement rural (MPR) (Signature du contrat en 2015)
- Pays-Bas : Autorité néerlandaise de sécurité sanitaire des aliments et des produits de consommation (NVWA) (Signature du contrat en 2006)
- Pologne : Institut national de recherche vétérinaire (PIWET) (Signature du contrat en 2012)
- Portugal : Autorité de sécurité alimentaire et économique (ASAE) (Signature du contrat en 2015)
- Russie : Russian Federal Service for Surveillance on Consumer Rights Protection and Human Wellbeing (Rospotrebnadzor, FGUS) et l’institut de recherche alimentaire de la fédération de Russie (RAMN) (Signature du contrat en 2009)
- Uruguay : Department for Planning and Coordination of Food Safety (UCPIA) of Uruguay’s Ministry of Agriculture and Fisheries (Signature du contrat en 2014)

L’institut fédéral a établi depuis 2005 une étroite coopération avec la fondation Stiftung Warentest à Berlin, dans le but de réaliser des progrès dans le domaine de la protection sanitaire du consommateur.